# 農業経済学
農業経済学（のうぎょうけいざいがく、英: agricultural economics）は、農学あるいは経済学の一分野。食品・食物繊維商品の生産及び流通の最適化について研究する応用経済学分野である。
経済学の一分野として、特に土地利用について取り扱うことから農業経済学は始まった。土壌の質を維持し生産量を最大化させることに焦点を当てていたが、20世紀を通じ学問対象はさらに拡大した。今日の農業経済学は従来の経済学分野と大きく重複し、様々な応用分野を含むようになった。農業経済学は計量経済学、開発経済学、環境経済学などの分野に大きく貢献し、食糧政策、農業政策、環境政策などに大きな影響を与えている。

## 概要
経済学と農業経済学の関係には諸説あり、その対象から技術的に捉える場合、経営的に捉える場合、政策的に捉える場合、社会経済的に捉える場合などがあり、農業経済学は経済学の一分野とする見方もあれば農業経済学は経済学から分科した独立した科学であるという見方もあり、その理論や根拠は一様ではない。
資本主義経済以前ないし資本主義経済の建設期には、農業経済は一般経済でもあったが、農業経済は一般経済から部分化し特殊化するようになった。学問的には工業の振興が経済学を展開させたが、一方で経済を支配していた農業は経済のなかで部分化し、特殊化され、農業経済学の課題として捉えられるようになった。
工業生産と農業生産の重要な相違点として、工業生産は工学的・化学的過程を中心にするのに対し、農業生産は生物学的過程を中心にしており、農業経済学が考慮すべき特殊な要因とされている。
農業内部の問題としては、資本主義経済学の展開のうちに、農業経済学が経済学の一般的な位置から部分的な位置に移って産業間で農業の所得が相対的に小さくなった点にあり、農業の資本主義化のおくれは土地所有の問題が背景にあると考えられた。また農業外部の問題としては、資本主義経済において、労働者を雇用して商品を生産し利潤を上げる工業と、主として業主とその家族によって生産を行う資本と労働の未分離の農業があり、その両者の間での資本と労働の移動と商品の流通に関する関連性が問題として扱われた。
19世紀後半になるとヨーロッパ大陸やアメリカ合衆国の農業カレッジなどで、競争市場における価格理論、農業財政・税制・土地評価などが教えられるようになった。また、大学の経済学部では地代論や土地保有形態なども講義された。
農業は土地を生産要素とする土地集約的産業であり、生産要素としての土地には生産不可能性、移動不可能性、外延性、不可滅性、地域性があり、農業上の経済問題を考える際に重要な意味を持っている。
農用地は厳密には原野の開拓などで広げること（生産）ができるが、造成費用（投資支出）を作物による収益で回収するのは容易でないため、農用地の追加や更新はきわめて少ない。また、耕地に関しては生態系への影響や化学肥料や農薬による環境負荷など環境問題についても課題になっている。
農用地は動かすことが困難で、地域の気象条件に合わせた異なった生産要素の特色を持っている。資本主義一般経済に対する農業経済のあり方は各国で一様ではなく、農業経済学の展開にも異なった特徴がみられる。

## 各国における農業経済学

### ドイツの農業経済学
ドイツの農業経済学は歴史学派の思想の影響を受けて発達した。
ドイツでは1842年にフリードリッヒ・リスト（Friedrich List）が『農地制度論』（Die Ackerverfassung,die Zwergwirtschaft und die Auswanderung）を著したが、この経済学説は経済学の国民的体系に農業を組み入れたものだった。
また、ヨハン・ハインリヒ・フォン・チューネン（(Johann Heinrich von Thünen)は『農業および国民経済に関する孤立国』(Der isolierte Staat in Beziehung auf Landwirtschaft und Nationalökonomie)などで知られるが、個別経済単位としての農業経営を、私経済において国民経済学と学的レベルで対置させた。

### アメリカの農業経済学
アメリカの農業経済学は古典派経済学の影響を受けて発達した。
E.O.ヘディはアイオワ州立大学で農業経済学を教えた米国農業経済学会の中心的人物で、著書に『現代農業経済学』や『経済発展と農業政策』があり、当時のミクロ経済学を農業経済学に適用した。
また、セオドア・シュルツ（Theodore William Schultz）はシカゴ大学教授の農業経済学の第一人者で、著書に『不安定経済に於ける農業』『農業の経済組織』『経済成長と農業』『農業近代化の理論』『貧困の経済学』などがあり、1979年にノーベル経済学賞を受賞した。

### イギリスの農業経済学
イギリスで農業経済学が農業科学の一分野として独立するのは20世紀初頭といわれており、19世紀末から20世紀初頭にかけて大学の履修科目に加えられるようになった。それ以前にもアーサー・ヤング（Arthur Young）などの農業経済研究があったが、農業研究あるいは農業科学から独立したものではなかった。大学でもエディンバラ大学の農業講座（1790年）やオックスフォード大学の農業講座（1796年）はあったものの、農業全般を対象としており農業経済のみを対象とするものではなかった。
1902年にロザムステッド農業試験場（イギリス最古の農業試験場）の場長に就任した、ホール（Sir Daniel Hall）は1908年にアメリカ農務省の招聘でアメリカ
を訪れ、アメリカで農業経済学が急速に進展していることを知り、1910年に新設された開発委員会（Development Commission）のメンバーとなった。ホールは開発委員会のメンバーとしてオックスフォード大学に要請し、1913年1月に大学内に農業経済研究所（Agricultural Economics Institute at Oxford）が発足した。この農業経済研究所の所長オーウィン（Charles S. Orwin）と研究員アシュビィ（Arthur W. Ashby）は、イギリスで最初の農業経済学を専門とする研究者といわれている。
また、スコットランドではダンカン（Joseph Duncan）が、1912年にスコットランド農業労働者組合（Scottish Farm Servants Union）を組織し、第一次世界大戦後にオーウィンやアシュビィとの交流をもった。そして第一次世界大戦の終戦頃にはアシュビィとダンカンは農業委員会（Royal Commission on Agriculture）のメンバーになった。

### 日本の農業経済学
日本では、1919年9月、北海道帝国大学（現在の北海道大学）に日本で初めて、農業経済学科が設置された。ただし、これは、あくまでも「農業経済学科」という名称が初めて登場しただけであり、同年3月に東京帝国大学農科大学が東京帝国大学農学部に改組された際、農業経済学を研究する農学科第二部が設置されている。
1922年に宇都宮高等農林学校（現在の宇都宮大学）が、1924年1月に京都帝国大学（現在の京都大学）が農学を社会科学面で研究する学科を設置する際、それぞれ「農政経済学科」、「農林経済学科」という名称で設けられており、全ての学校で「農業経済学」という名称が使われていたわけではないが、後に、1925年3月に東京帝国大学（現在の東京大学）が、1939年4月に東京農業大学が、また1943年5月に日本大学（旧）農学部が、農学を社会科学面で研究する学科を設置する際、「農業経済学科」という名称で設けられた。
また、農業経済学科は、農学を社会科学面から研究する学科であるため、学徒出陣の際、農学部でありながら「理系」とはみなされず、農業経済学科で学んでいた学生は徴兵対象となった。

## 農業経済学の分野一覧
| - 環境経済学 - 開発経済学 - 開発政策 - 食料経済学 - 比較経済学 - 農村社会学 | - 農政学 - 農業経営学 - 地域計画学 - 農業史学 - 農業簿記学 - 農業評価学 |

## 主な農業経済学者
- アルブレヒト・ダニエル・テーア（Albrecht Daniel Thaer）[11]
- ヨハン・ハインリヒ・フォン・チューネン（Johann Heinrich von Thunen）[11]
- ブリンクマン（Brillkman,Th.）
- セオドア・シュルツ（Theodore William Schultz）[12]